# Verwaltungsgemeinschaft Uhlstädt
Die Verwaltungsgemeinschaft Uhlstädt lag im thüringischen Landkreis Saalfeld-Rudolstadt. In ihr hatten sich zuletzt zwölf Gemeinden zur Erledigung ihrer Verwaltungsgeschäfte zusammengeschlossen. Verwaltungssitz war in Uhlstädt.

## Die Gemeinden
- Beutelsdorf
- Dorndorf
- Engerda
- Großkochberg
- Heilingen
- Niederkrossen
- Oberpreilipp (bis 1997)
- Rödelwitz
- Schloßkulm
- Schmieden
- Teichweiden
- Uhlstädt
- Unterpreilipp (bis 1997)
- Zeutsch

## Geschichte
Die Verwaltungsgemeinschaft wurde am 5. Juni 1991 gegründet. Zum 1. Januar 1997 verließen Ober- und Unterpreilipp die Verwaltungsgemeinschaft und wurden nach Rudolstadt eingemeindet. Die Auflösung der VG erfolgte am 30. Juni 2002 durch den Zusammenschluss der Mitgliedsgemeinden, außer Großkochberg und Heilingen, mit der Gemeinde Kirchhasel zur Einheitsgemeinde Uhlstädt-Kirchhasel. Diese wurde erfüllende Gemeinde für Großkochberg und Heilingen.
bestehende:
Schiefergebirge |
Schwarzatal
ehemalige:
Bergbahnregion/Schwarzatal |
Lichtetal am Rennsteig |
Mittleres Schwarzatal |
Obere Saale |
Remda |
Saale-Loquitz |
Saalfelder Höhe |
Teichel |
Uhlstädt |
Unterwellenborn